# Kärrsälting
Kärrsälting (Triglochin palustre) är en växtart i familjen sältingväxter. 